# 13816 Stülpner
(13816) Stülpner, denumire internațională (13816) Stulpner, este un asteroid din centura principală de asteroizi.

## Descriere
13816 Stülpner este un asteroid din centura principală de asteroizi. A fost descoperit pe 29 decembrie 1998 la Drebach de Jens Kandler. Asteroidul prezintă o orbită caracterizată de o semiaxă mare de 2,55 ua, o excentricitate de 0,13 și o înclinație de 12,9° în raport cu ecliptica.